# UK Carrier Strike Group
Le UK Carrier Strike Group (UKCSG) est un groupe aéronaval de la Royal Navy. Il existe sous diverses formes depuis le milieu des années 2000. Entre 2006 et 2011, la formation s'est concentrée sur les porte-avions de classe Invincible de la Royal Navy jusqu'au retrait de leur avion d'attaque au sol Harrier GR9 en 2011 à la suite de l'examen de la défense et de la sécurité stratégiques (Strategic Defence and Security Review 2010 (en)).
L'UKCSG est ensuite revenu en février 2015 avant l'entrée en service des nouveaux porte-aéronefs de la classe Queen Elizabeth, le HMS Queen Elizabeth (R08) et le HMS Prince of Wales (R09). L'objectif du Carrier Strike Group est de faciliter la projection de puissance activée par le transporteur.

## Mission
En tant qu'unité au sein de la Royal Navy, le rôle de l' UK Carrier Strike Group est de faciliter la projection de puissance par transporteur à l'appui des intérêts du Royaume-Uni. En tant que force autonome, elle est capable d'opérer indépendamment ou dans le cadre d'une opération plus large. L'unité est centrée autour de l'un des deux porte-avions de la classe Queen Elizabeth, conçus pour transporter jusqu'à 40 avions chacun, accompagnés de navires de surface et de sous-marins assurant une protection contre les menaces aériennes, de surface et sous-marines. Alors que la Royal Navy dispose de deux porte-avions, la Royal Navy ne prévoit de maintenir qu'un seul groupe aéronaval à la fois.

## Taille et composition
La taille et la composition de l'UKCSG varient en fonction des besoins opérationnels qui sont décidés lors de la planification opérationnelle. Un groupe aéronaval typique se compose d'un porte-aéronefs de la classe Queen Elizabeth, de deux escorteurs de surface (l'une étant une frégate de Type 23 pour la lutte anti-sous-marine et l'autre étant un destroyer de Type 45 pour la lutte antiaérienne), un sous-marin et un pétrolier-ravitailleur.

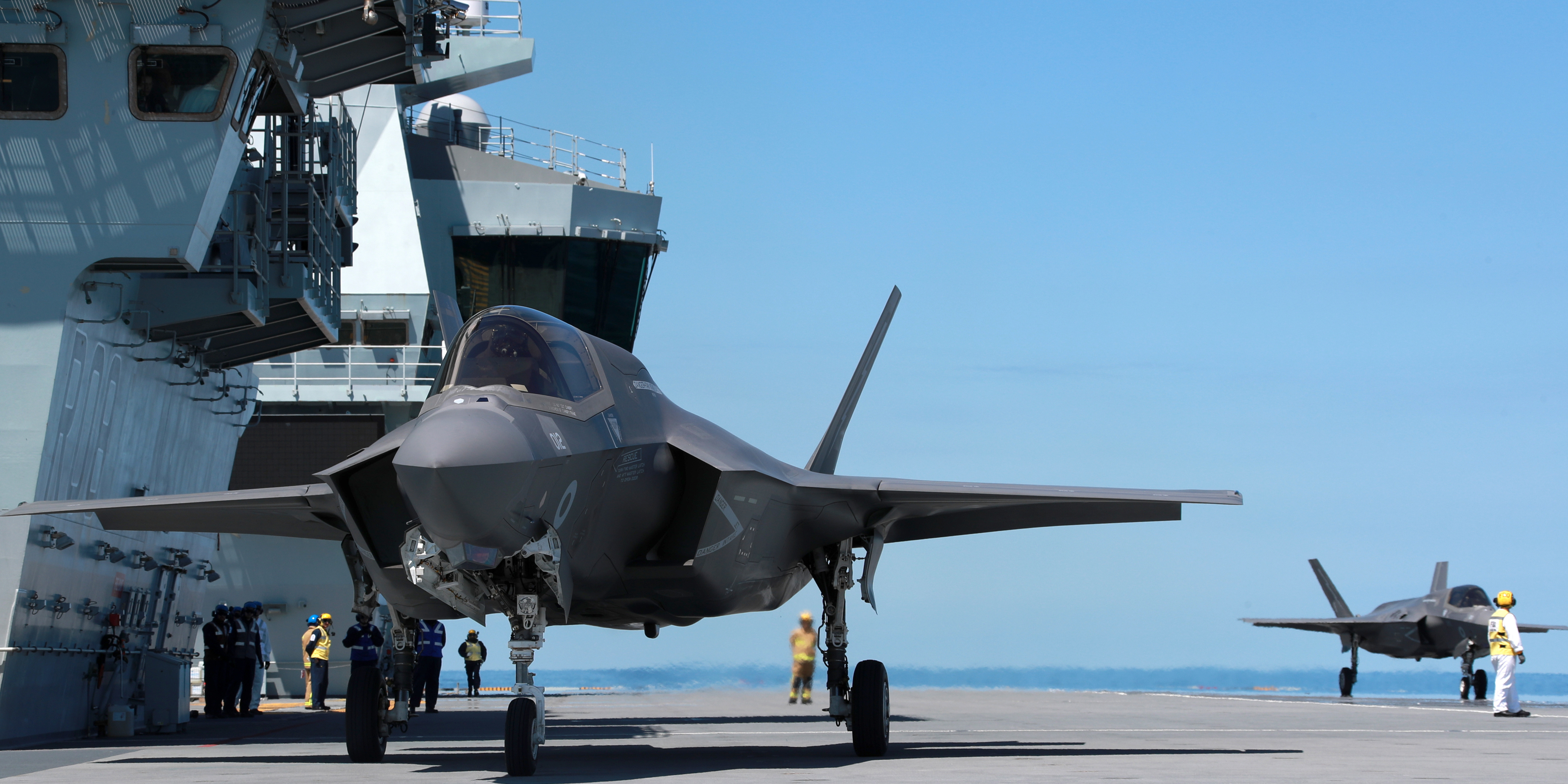
F-35B Lightning II DU No. 617 Squadron RAF sur le HMS Queen Elizabeth.

À l'avenir, les tâches d'escorte seront également assurées par la nouvelle frégate de Type 26 (Global Combat Ship) de la Royal Navy. Pour le ravitaillement en mer, la Royal Fleet Auxiliary fournit ses pétroliers de classe Tide, qui ont été spécialement conçus pour ravitailler les porte-avions. De plus, des escorteurs et des navires de soutien peuvent être fournis par des alliés. À l'étranger, le Royaume-Uni a établi un certain nombre d'installations navales pour soutenir l'UKCSG, notamment la base navale HMS Jufair (en) et l'UK Joint Logistics Support Base (en) (base de soutien logistique conjointe du Royaume-Uni), situées respectivement à Bahreïn et à Oman.

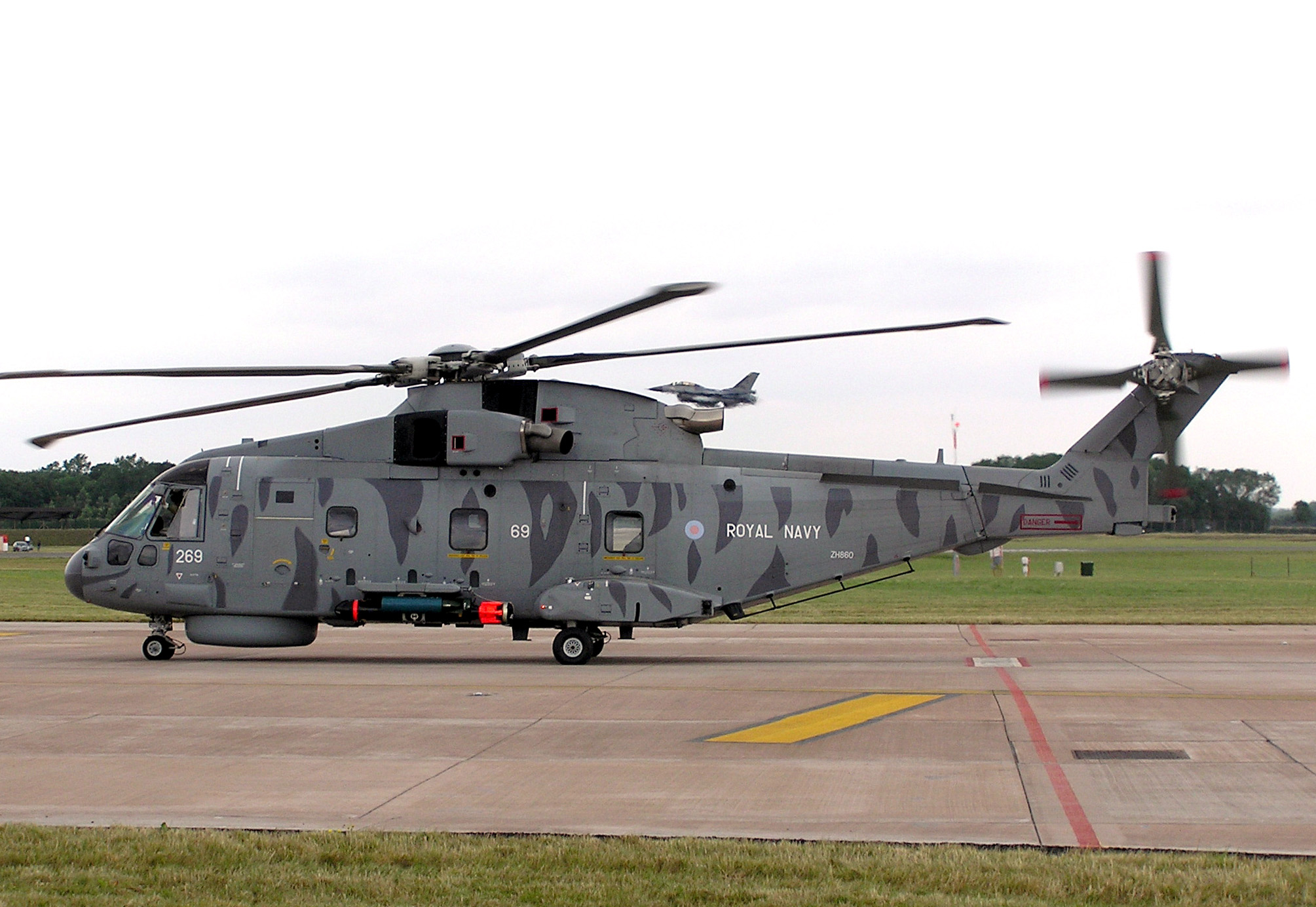
EH101 Merlin de la Royal Navy

Les porte-aéronefs de la classe Queen Elizabeth sont conçus pour transporter environ 40 avions mais peuvent en transporter jusqu'à 72 à capacité maximale. Son escadre aérienne embarquée (CVW) comprendra jusqu'à 24 chasseurs multirôles américains F-35B Lightning II d'ici 2023. Mais il s'agit de F-35B du No. 617 Squadron RAF et la United States Marine Corps Aviation. Le premier escadron de la Fleet Air Arm devant être opérationnel, le 809 Naval Air Squadron (en) au mieux en 2025.
Environ 14 hélicoptères de différents types s'y ajoutent. Pour une tâche de protection de la force maritime, le CVW peut être composé de neuf hélicoptères de guerre anti-sous-marine HM2 Merlin et de cinq HM2 Merlin Crowsnest de système de détection et de commandement aéroporté (AWACS). Alternativement, pour des manœuvres littorales, un mélange d'hélicoptères de transport Chinook et Merlin Mk3i / 4 et d'hélicoptères d'attaque Apache AH1 et Wildcat AH1 peut-être constitué.
D'ici 2030, la Royal Navy vise à remplacer certaines de ces plates-formes d'hélicoptères par des drones de taille moyenne, actuellement connus sous le nom de Project Vixen (en), capables d'entreprendre des missions d'attaque, de ravitaillement en vol, de guerre électronique et d'alerte avancée aéroportée.

## Déploiements

### 2006–2011

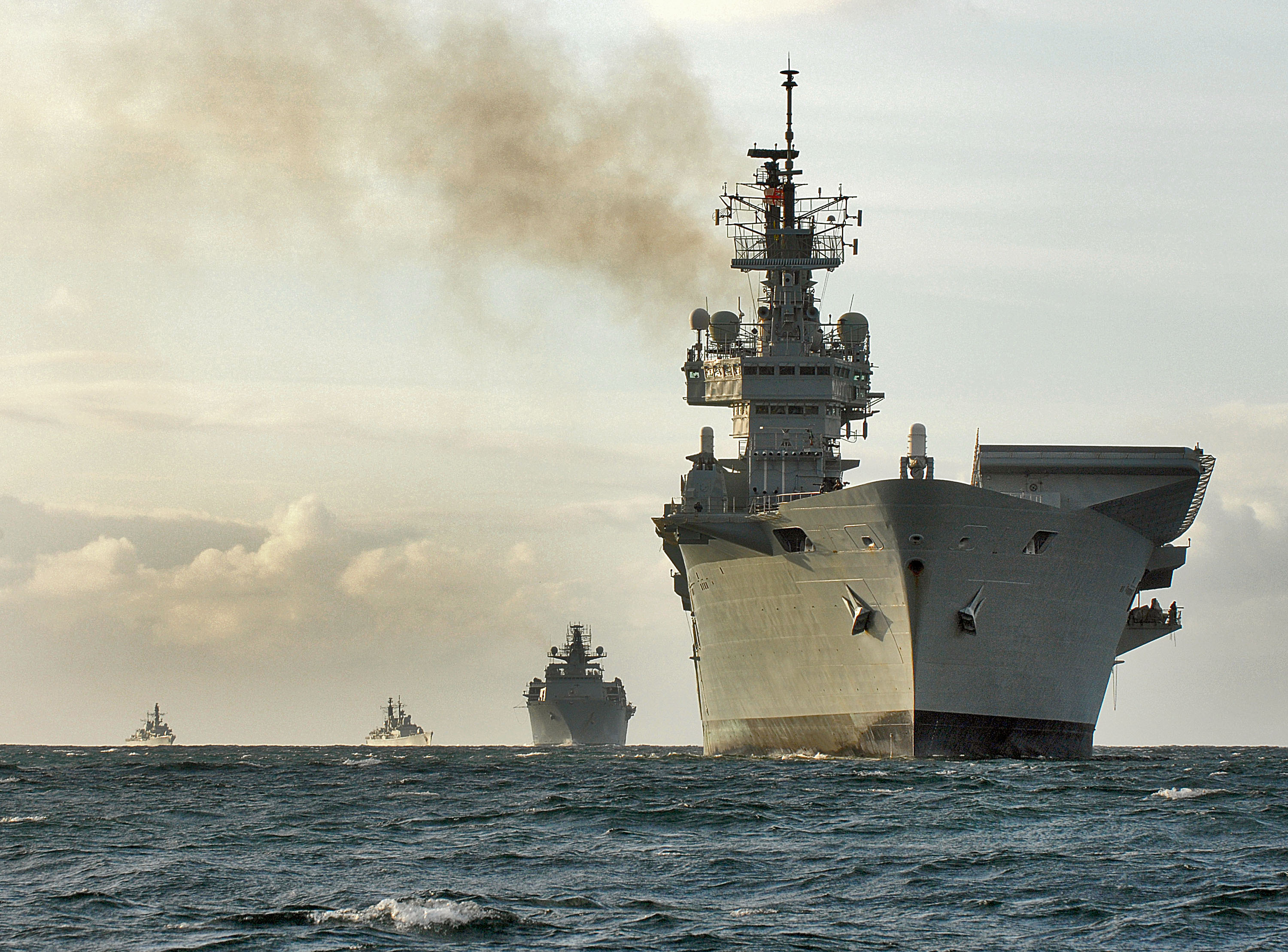
Le porte-aéronefs HMS Ark Royal et le UK Carrier Strike Group durant l'Exercise Joint Warrior (Oct 2008)

En 2010, avec le commodore Alan Richards (en) aux commandes, le porte-aéronefs HMS Ark Royal (R07) lors de l'un de ses derniers déploiements, a démontré ses capacités aux côtés de la US Navy au large de la côte est des États-Unis lors de l'Exercice Auriga en 2010. Le groupe aérien se composait d'avions d'attaque Harrier GR9, d'hélicoptères de guerre anti-sous-marine EH101 Merlin et Hélicoptères aéroportés de surveillance et de contrôle (ASaC) Sea King MK7. Le porte-aéronefs était escorté par le destroyer HMS Liverpool (D92) et la frégate HMS Sutherland (F81), en plus du sous-marin de la marine française Perle et du destroyer de l'US Navy USS Barry (DDG-52). Le RFA Fort George de la Royal Fleet Auxiliary a fourni un réapprovisionnement.
En 2010, le gouvernement britannique a annoncé que tous les avions Harriers seraient retirés du service, ainsi que le HMS Ark Royal. Cela a laissé seul le HMS Illustrious (R06) afin de servir dans un rôle de porte-hélicoptères tandis que des porte-aéronefs de remplacement et leurs groupes aériens associés étaient achetés. Le groupe aéronaval britannique s'est dissout en 2011; L'Illustrious a ensuite été mise hors service en 2014, trois ans avant son remplacement.

### 2015-présent

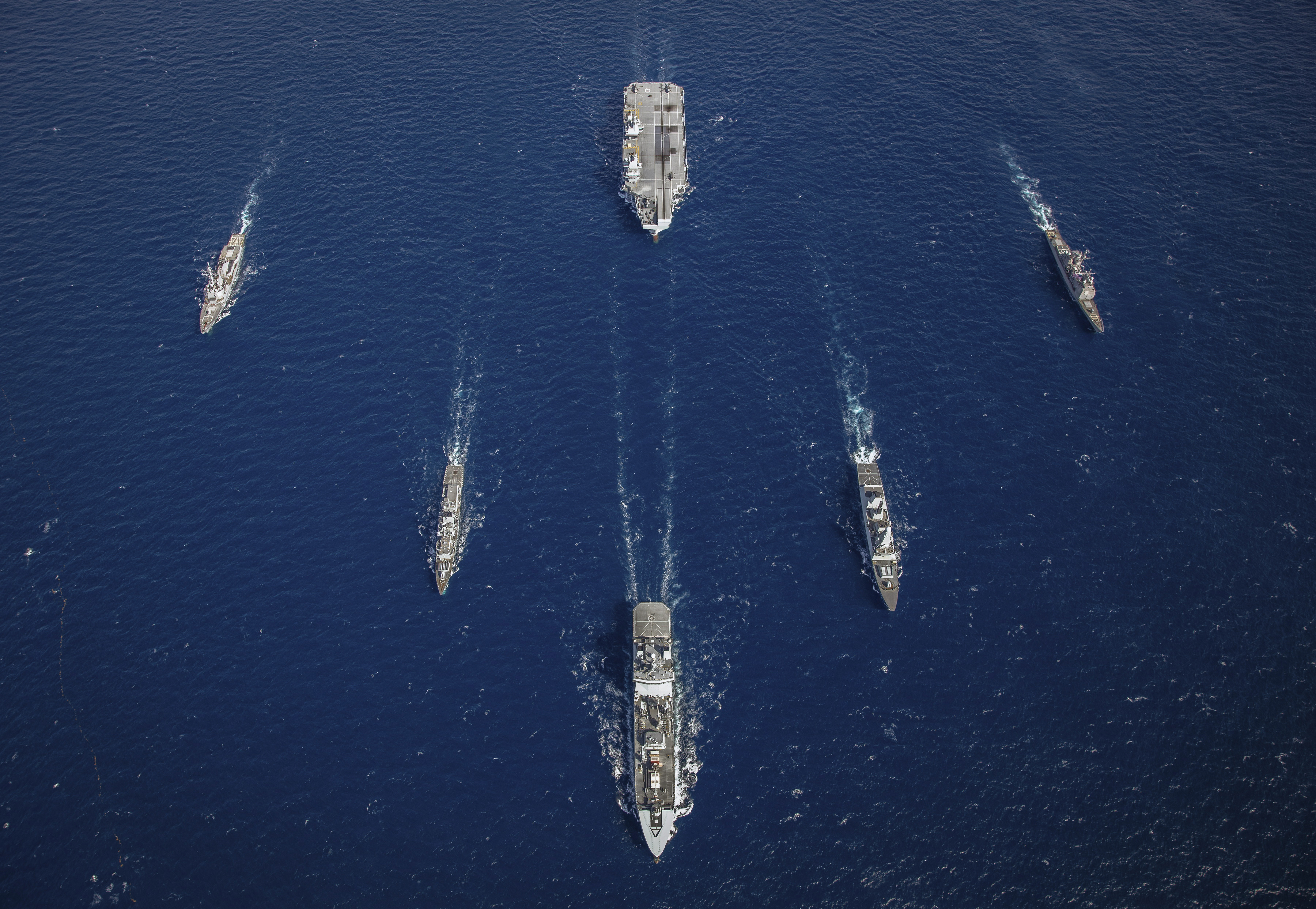
Le porte-aéronefs HMS Queen Elizabeth et le groupe aéronaval britannique lors de l'exercice Westlant 19, soutenus par deux escortes de la marine américaine (novembre 2019)

En 2015, l'UKCSG a été reformé avec le commodore Jerry Kyd (en) comme commandant. Avant l'entrée en service du porte-aéronefs HMS Queen Elizabeth et de son navire jumeau, le HMS Prince of Wales, la Royal Navy a coopéré avec ses alliés pour préserver et développer ses compétences dans les opérations du groupe aéronaval. Cela impliquait principalement des navires de la Royal Navy et la formation du personnel avec des groupes de frappe de porte-aéronefs des Marines américaine et française.
L'UKCSG actuel s'est constitué en mer pour la première fois en octobre 2020 lors de l'Exercice Joint Warrior. Il comprenait un total de neuf navires, 15 avions de chasse (cinq de la Royal Air Force et 10 de l'United States Marine Corps ), 11 hélicoptères et 3,000 personnels. Les navires de la Royal Navy comprenaient le porte-aéronefs HMS Queen Elizabeth ainsi que deux frégates, deux destroyers, un navire de ravitaillement et un navire de soutien. L'US Navy et la marine royale néerlandaise ont également fourni une escorte chacune. L'exercice a vu le plus grand nombre d'avions sur un porte-avions britannique depuis 1983, en plus du plus grand nombre de F-35B en mer à travers le monde. L'exercice était une répétition pour un déploiement opérationnel prévu pour 2021, connu sous le nom de CSG21.

#### Carrier Strike Group 22
Le CSG britannique devrait se déployer en 2022 avec les deux porte-aéronefs impliqués, ainsi que d'autres navires de l'OTAN aux côtés de partenaires alliés.
Cependant, le HMS Prince of Wales a subi un dysfonctionnement de l'hélice tribord en août 2022. Le déploiement a ensuite été réduit lorsque le HMS Queen Elizabeth a été détourné vers les États-Unis pour remplacer le Prince of Wales dans l'hébergement de l'Atlantic Future Forum. À son retour des États-Unis, le porte-aéronefs reine Elizabeth a embarqué huit avions F-35 et sept hélicoptères. Le groupe de frappe a participé à l'opération Achillian  avec les forces de l'OTAN en mer du Nord pour valider la capacité de frappe de cinquième génération de l'OTAN. Des exercices de guerre anti-sous-marine ont également été menés accompagnés des avions RAF P-8 Poseidon opérant depuis la RAF Lossiemouth en Écosse.

#### Carrier Strike Group 23
En 2023, le HMS Queen Elizabeth a navigué comme pièce maîtresse du déploiement du CSG23. Cette opération était prévue sous le nom d'« Opération FIREDRAKE » et verrait le groupe de porte-aéronefs, composé du Queen Elizabeth, avec un groupe aérien entièrement britannique, le HMS Diamond (D34) et le HNoMS Otto Sverdrup. En octobre, le HMS Portland (F79) et plus tard le HMS Kent (F78) rejoignirent le groupe de porte-aéronefs. Le groupe de transporteurs opère dans les eaux européennes aux côtés de navires de plusieurs autres marines, dont celles de la France, l'Allemagne, les Pays-Bas, la Belgique et la Norvège. Une partie du déploiement verra le porte-aéronefs opéré pour la première fois sous le commandement direct de l’OTAN.